# Бочкарёв, Юрий Викторович
Ю́рий Ви́кторович Бочкарёв (род. 1954) — российский дипломат, генеральный консул в городе Чондин (Чхонджин), КНДР (2013—2018?).

## Биография
Юрий Викторович Бочкарёв родился в 1954 году.
- 1981 год — окончил Московский государственный институт международных отношений[1].
  - В этом же году начал дипломатическую службу[1].
- Октябрь 2005 года — присвоен дипломатический ранг советника 1 класса[1].
- С 2013 по 2018(?) год — генеральный консул России в Чондине, КНДР[1]. (Консульский округ: провинция Северная Хамгён, город центрального подчинения Расон (вариант: Насон))[2].
- Декабрь 2018 года — присвоен дипломатический ранг Чрезвычайного и Полномочного Посланника 2-го класса[3].

Юрий Викторович владеет английским и корейским языками.